# Smokies Park

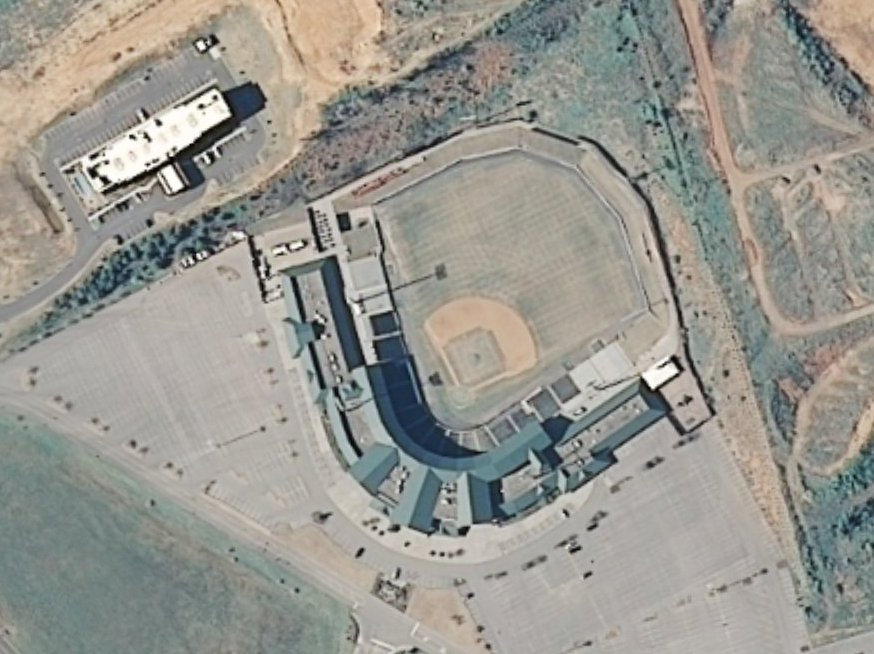
Smokies Park, visto en The National Map, a escala de 1:2,257.

Smokies Park es un estadio de béisbol localizado en la ciudad de Kodak, en Tennessee (Estados Unidos), justo a las afueras de Knoxville. El estadio, que abrió en el año 2000, tiene una capacidad aproximada de 6.000 personas. Es el estadio de los Smokies de Tennessee de la Liga del Sur.
- Datos: Q7545998
- Multimedia: Smokies Stadium / Q7545998